# Pseudalus salmonaceus
Pseudalus salmonaceus là một loài bướm đêm thuộc phân họ Arctiinae, họ Erebidae.